# 田中徳三郎
田中徳三郎（たなか とくさぶろう、1899年11月1日-1977年4月5日）は、日本の料理人。
東京出身。13歳のときから帝国ホテルで修業。1929年フランスに留学。50年東京会館調理部長、54年同会館でクッキングスクールを開講し本格フランス料理の指導にあたる。1961年パレスホテル取締役調理部長。

## 著書
- 『家庭の西洋料理』主婦の友社 1954
- 『フランス料理』光生館 1954-55
- 『メニュー・ブック』柴田書店 1959
- 『オール・ドゥーヴル』柴田書店 1960
- 『欧風料理の秘訣 五十年の体験を語る』柴田書店 1961
- 『西洋料理事典』柴田書店 1962
- 『西洋料理入門』柴田書店 1968
- 『西洋料理』全3巻　柴田書店 1969-70
- 『西洋料理入門』グラフ社 マイライフシリーズ 1973
- 『西洋料理六十年』柴田書店 1975

### 共編著
- 『モダン美味家庭洋食』須柄晴共著 料理の友社 1935
- 『基本フランス料理』須柄晴共著 料理の友社 1940
- 『料理の百科 ホーム・クッキング』著者代表: 田村平治, 張掌珠, 田中 小学館 1972
- 『家庭西洋料理』編著 グラフ社 1974
- 『楽しい西洋料理』磯野和子共著 柴田書店 1977-78